# Cyttarocylis
Cyttarocylididae
Famille
Genre
Synonymes
- Petalotricha  Kent, 1881

Cyttarocylis, unique représentant de la famille des Cyttarocylididae, est un genre de Ciliés de l’ordre des Choreotrichida (classe des Oligotrichea).

## Étymologie
Le nom de genre Cyttarocylis, est dérivé du grec κυτταρ / kyttar, « petite alvéole », et de κύκλος / kýklos, cercle, littéralement « alvéoles disposées en cercle », en référence à la structure alvéolée de la loge (locula) de l'organisme.

## Description
En 1932 le biologiste japonais Yoshine Hada (d) fait la description suivante de Cyttarocylis : 

« Lorica (loge) constituée d'un col bas en forme d'entonnoir et d'une haute cuvette conique inversée dont les angles changent de 15° dans la moitié antérieure à 45° dans la région aborale, de longueur variant entre 1,8 à 2,2 diamètres oraux ; bord oral irrégulièrement denté ; col conique convexe (42°), 0,9 diamètres oraux en transdiamètre, de longueur allant de 0,06 de la longueur totale ; corne aborale courte, longueur 0,05 de la longueur totale, irrégulièrement effilée ; paroi pourvue d'un réticule polygonal comparativement plus grand. Longueur, 300 μm ; diamètre oral, 150 μm. Récolté en novembre ; rare. »

## Répartition
Le genre Cyttarocylis a une répartition mondiale.

## Liste des espèces
Selon GBIF (18 juillet 2024) :
- Cyttarocylis acuminata Ehrenberg, 1874
- Cyttarocylis acus
- Cyttarocylis acutiformis Kofoid & Campbell, 1929
- Cyttarocylis ampla Brandt, 1906
- Cyttarocylis annulata Daday, 1887
- Cyttarocylis arcuata
- Cyttarocylis brandti Kofoid & Campbell, 1929
- Cyttarocylis brevicollis Daday, 1887
- Cyttarocylis cassis (Haeckel, 1873) Fol, 1881 - espèce type
- Cyttarocylis claparedii Daday, 1887
- Cyttarocylis conica Brandt, 1906
- Cyttarocylis cylindrica
- Cyttarocylis cymatica
- Cyttarocylis denticulata
- Cyttarocylis dicymatica
- Cyttarocylis dilatata
- Cyttarocylis edentata
- Cyttarocylis ehrenbergii
- Cyttarocylis eucecryphalus Haeckel, 1881
- Cyttarocylis favata
- Cyttarocylis helix
- Cyttarocylis inflexa
- Cyttarocylis laticollis Daday, 1887
- Cyttarocylis longa Kofoid & Campbell, 1929
- Cyttarocylis magna Brandt, 1906
- Cyttarocylis markusovskyi Daday, 1887
- Cyttarocylis millepora Entz
- Cyttarocylis mucronata Kofoid & Campbell, 1929
- Cyttarocylis norvegica
- Cyttarocylis obscura
- Cyttarocylis obtusa Kofoid & Campbell, 1929
- Cyttarocylis ornata
- Cyttarocylis plagiostoma Daday, 1887
- Cyttarocylis polymorpha Entz
- Cyttarocylis pseudannulata
- Cyttarocylis ricta Kofoid & Campbell, 1929
- Cyttarocylis rotundata Noordgaard, 1899
- Cyttarocylis serrata

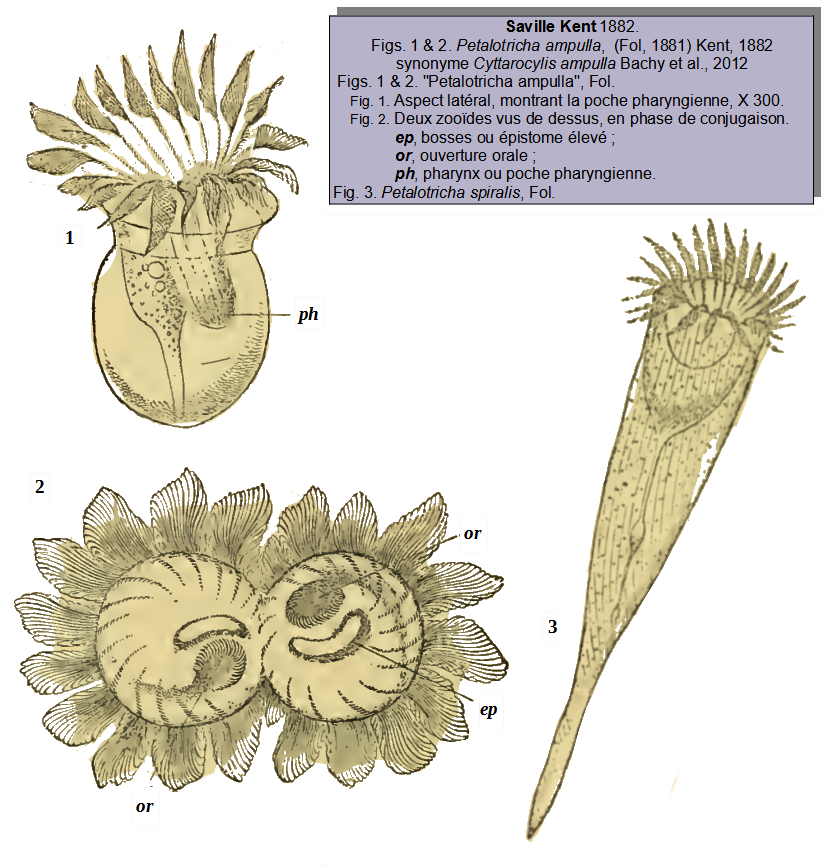
Petalotricha ampulla et P. spiralis.

## Systématique
Le nom valide complet (avec auteur) de ce taxon est Cyttarocylis Fol, 1881.